# Faut qu'ça brille !
 (août 2015).
Si vous disposez d'ouvrages ou d'articles de référence ou si vous connaissez des sites web de qualité traitant du thème abordé ici, merci de compléter l'article en donnant les références utiles à sa vérifiabilité et en les liant à la section « Notes et références ».
Faut qu'ça brille ! (Obsessive Compulsive Cleaners) est une émission de téléréalité britannique diffusée depuis 13 février 2013 sur la chaîne Channel 4, et en France depuis 25 mars 2014 sur Téva et depuis 25 août 2015 sur 6ter.

## Concept
Linda Dykes fait équipe avec un groupe de bénévoles qui ont des troubles obsessionnels compulsifs pour aider à nettoyer les maisons sales et les espaces publics de la Grande-Bretagne.
Ainsi, une personne qui a des TOC en ce qui concerne le nettoyage compulsif vient en aide à une autre qui est un accumulateurs compulsifs (syllogomanie) et qui repousse souvent le nettoyage de sa maison, pour mettre de l'ordre et dépoussiérer son habitat.

## Émissions
| Saison | Saison | Épisodes | Début           | Fin |
| ------ | ------ | -------- | --------------- | --- |
|        | 01     | 6        | 13 février 2013 | -   |
|        | 02     | 8        | 29 octobre 2013 | -   |
|        | 03     | 9        | -               | -   |

## Épisodes

### Saison 1 (2013)
Sauf indication contraire, les informations mentionnées dans cette section peuvent être confirmées par la base de données cinématographiques IMDb,  présente dans la section « Liens externes ».
1. Quatre ans sans ménage (Richard and Christopher, Michele and Richard)
2. Embellir un tunnel (Denise and Frank, Adam and Helen)
3. Nettoyage de piscine (Mark and Julie, Cheyza and Amanda)
4. Fan de Star Trek (Hayley and Shereen, Penny and Paul and Elaine)
5. 46 ans d'encombrement ! (Cynthia and Daphne)
6. Révélation (James and Jodi, Kristy and Kay and Dilip)

### Saison 2
Sauf indication contraire, les informations mentionnées dans cette section peuvent être confirmées par la base de données cinématographiques IMDb,  présente dans la section « Liens externes ».
1. Titre français inconnu (Sonia & Robin)
2. Titre français inconnu (Deborah & Scott)
3. Titre français inconnu (Andy, Mikk & Gerri)
4. Titre français inconnu (Michelle & Richard)
5. Titre français inconnu (Tim & Lesley)
6. Titre français inconnu (David & Jo)
7. Titre français inconnu (Sarah & Lara)
8. Titre français inconnu (Dusty & Janet)

### Saison 3
Sauf indication contraire, les informations mentionnées dans cette section peuvent être confirmées par la base de données cinématographiques IMDb,  présente dans la section « Liens externes ».

## Équipe de bénévoles
- Linda Dykes
- Cheyza Burch
- Amanda Clark
- Hayley Leitch
- Mark Palfrey
- Richard Searle
- Claire